# 振興新村

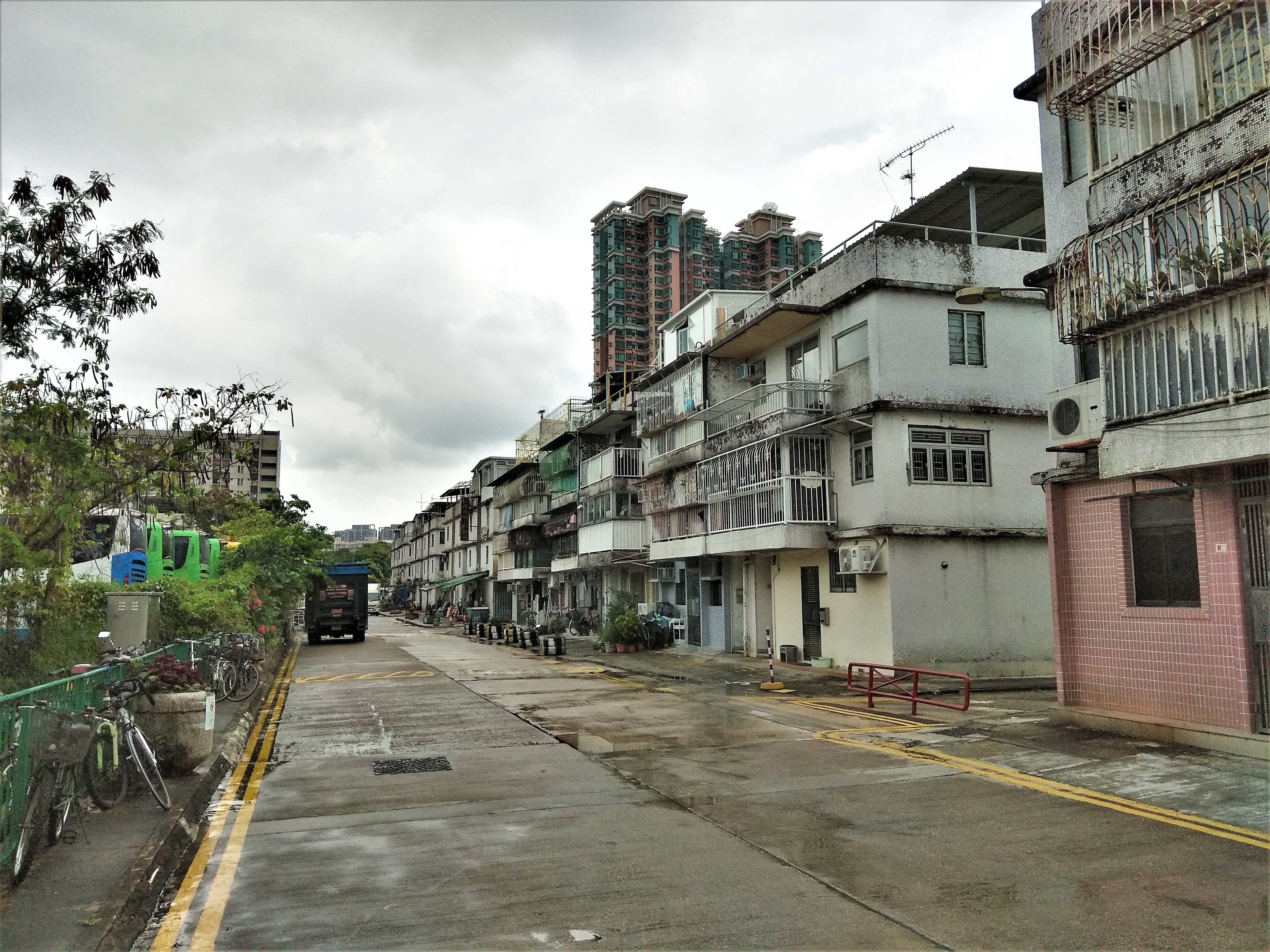
振兴新村

振興新村（英語：Chun Hing New Village），位於香港新界元朗區橫洲，是一條元朗新墟舊樓重置的新村，於1980年中落成，共有90座三層高的村屋。振興新村位於宏達路和朗天路交界，西面為鯉魚山和鳳池村，南面與水邊圍和朗庭園隔渠為鄰。振興新村並非原居民村，亦沒有加入任何鄉事委員會。

## 歷史
振興新村村名源於元朗振興置業有限公司。振興公司於1952年接手營運元朗娛樂場（現今合益路和宏發徑之間）及購入附近一帶地皮業權（現今元朗賽馬會廣場）興建商住式沙磚屋宇，其中一條橫街名為振興街。因政府發展元朗新市鎮，元朗娛樂場一帶屋宇於1983年清拆，重建為新型樓宇及市鎮廣場。相關居民透過振興街坊互助委員會籌建新村，互委會原計劃興建300個單位，最後減至220個單位，新村於1980年中落成。

## 街道
- 振强路
- 振興路
- 振業路
- 振興一街至振興六街

## 著名建築
- 超香園蛋卷：由孔氏創於元朗娛樂場，後來工場遷到新村。
- 振興新村會所：新村的村公所